# Квашниха
Квашниха — деревня в Харовском районе Вологодской области.
Входит в состав Разинского сельского поселения, с точки зрения административно-территориального деления — в Разинский сельсовет.
Расстояние по автодороге до районного центра Харовска — 59,5 км, до центра муниципального образования Горы — 4,5 км. Ближайшие населённые пункты — Мятнево, Мишаково, Красново, Федяково, Пауниха, Оброчная.
По переписи 2002 года население — 3 человека.